# Tillies gestörte Romanze
Tillies gestörte Romanze, auch bekannt unter den Titeln Tillies geplatzte Romanze, Tillies Romanze auf Raten und Das verrückte Idyll von Charlie und Lolotte, ist eine US-amerikanische Slapstick- und Stummfilmkomödie aus dem Jahre 1914 von Mack Sennett. Die Titelrolle wurde von Marie Dressler verkörpert, an deren Seite Charlie Chaplin und Mabel Normand spielten. Das Werk war nicht nur Chaplins erster Langfilm, sondern gilt auch als erste abendfüllende Filmkomödie des US-amerikanischen Kinos.

## Handlung
Die derbe Tillie ist ein stämmiger und draller, unbeholfener und wenig ansehnlicher, dafür aber recht resoluter Bauerntrampel. Eines Tages lernt sie einen schmächtigen Mann aus der Stadt kennen, als sie ihm aus Versehen einen Backstein, der eigentlich von ihrem Hund apportiert werden sollte, an den Kopf wirft. Stadtmensch Charlie hat sich gerade im Streit von seiner bisherigen Flamme Mabel getrennt. Als er erkennt, dass Tillie aus vermögendem Hause kommen muss, umgarnt er sie mit allen Mitteln. Rasch legt sie ihm ihr Herz zu Füßen. Charlie überzeugt Tillie, sich mit ihm zu verloben, und beide brennen in die Stadt durch. 
Dort angekommen, versucht der kleine Gauner sowohl Tillie zu schröpfen als auch wieder mit der sehr viel hübscheren Mabel zusammenzukommen. Zu diesem Zwecke macht Charlie Tillie bei einem Restaurantbesuch betrunken, und während sie ausgelassen mit jemand anderem tanzt, machen sich Charlie und Mabel mit Tillies prall mit Geld gefüllter Handtasche auf und davon. Während die zahlungsunfähige Tillie von der Polizei abgeführt wird, geht das Gaunerpärchen erst einmal elegante Kleidung einkaufen.
Im Kino sehen sich Charlie und Mabel den Film „A Thief‘s Fate“ an, in dem ein skrupelloses Pärchen ein unschuldiges Mädchen vom Land ausnimmt und daraufhin verhaftet und bestraft wird. Die beiden erkennen sich darin selbst wieder und es scheinen ihnen Zweifel bezüglich ihres Handelns zu kommen. Doch als Charlie auf einer Parkbank in einer Zeitung liest, dass Tillies vermögender Onkel bei einer Bergtour ums Leben gekommen und Tillie Alleinerbin von dessen Vermögen in Höhe von drei Millionen Dollar sein soll, sind alle moralischen Bedenken im Nu wieder verflogen. Hierdurch wird Tillie für Charlie, den skrupellosen Kleingauner, schlagartig wieder interessant.
Tillie arbeitet mittlerweile als Hilfskraft in einem Restaurant, wo sie sich mehr oder weniger ungeschickt abrackert, um Geld zu verdienen. Charlie, der Mabel wieder einmal links liegengelassen hat, sucht Tillie auf und hält um ihre Hand an. Nach anfänglichen Zweifeln sagt sie schließlich ja, beide heiraten und ziehen in das prachtvolle Anwesen des verstorbenen Onkels. Während sie sich im Luxus sonnen und die Lakaien des Onkels schlecht behandeln, bewirbt sich Mabel heimlich als Magd in der Villa. 
Auf der großen Einweihungsparty mit den oberen Zehntausend gibt Mabel sich Charlie zu erkennen und die beiden entflammen in neuer alter Liebe zueinander. Als Tillie das Dienstmädchen und ihren treulosen Gatten beim Knutschen erwischt, kommt es zu einer heftigen Auseinandersetzung. Erst wirft Tillie mit Essen nach Charlie, der sofort Reißaus nimmt, dann schießt sie wild umher. Jetzt droht die gesamte Party komplett aus dem Ruder zu laufen, auch die Gäste werden in die Eheschlacht miteinbezogen.
Das wilde Treiben findet ein jähes Ende, als im allgemeinen Tohuwabohu der totgeglaubte Onkel auftaucht, was Tillie vor Schreck fast erstarren lässt. Der aufgebrachte Heimgekehrte jagt kurzerhand die ganze Partygesellschaft, inklusive Tillie, Charlie und Mabel, aus dem Haus. Charlie verliert schlagartig das Interesse an seiner nun wieder verarmten Gattin und stößt sie mit einem Fußtritt fort. Der Onkel lässt die Polizei rufen, um Tillie aufgrund der angerichteten Schäden festnehmen zu lassen. Sofort machen sich die trotteligen Keystone Cops auf den Weg. 
Verfolgt von der rasenden, hinter Charlie herschießenden Tillie, flüchten sich Charlie und Mabel auf eine Aussichtsplattform am Hafen. An der Hafenmole angekommen, wird Tillie von dem Polizeiauto ins Wasser geschubst und rudert, um Hilfe schreiend, mit den Armen. Die Keystone Cops kippen ihrerseits mit ihrem Fahrzeug von der Mole in die Tiefe und auch die herbeigerufene Wasserpolizei geht über Bord. Nach ihrer Rettung begreift Tillie endlich, was für ein nutz- und gewissenloser Typ ihr treuloser Gatte ist, und gibt ihm den Ehering zurück. Sie und die ebenfalls kurierte Mabel fallen sich in die Arme, Charlie wird von der Polizei weggeschleppt.

## Produktionsnotizen
Dieser am 14. November 1914 uraufgeführte Film gilt als erste abendfüllende Kinokomödie der USA. In Europa hatte es bereits 1913 die einstündige Komödie Le duel de Max von und mit Max Linder gegeben, aber auch der ebenfalls einstündige amerikanische A Florida Enchantment von und mit Sidney Drew hatte drei Monate vor Tillie Premiere gefeiert. Mack Sennett übernahm in Personalunion sowohl die Regie als auch die Produktion. Er erlaubte sich den für damalige Verhältnisse ungeheuren Luxus von 14 Drehwochen, zudem vergingen noch mehrere Monate Produktionszeit bis zur Filmpremiere (während Kurzfilmkomödien binnen weniger Tage nach Drehschluss ins Kino kamen). 

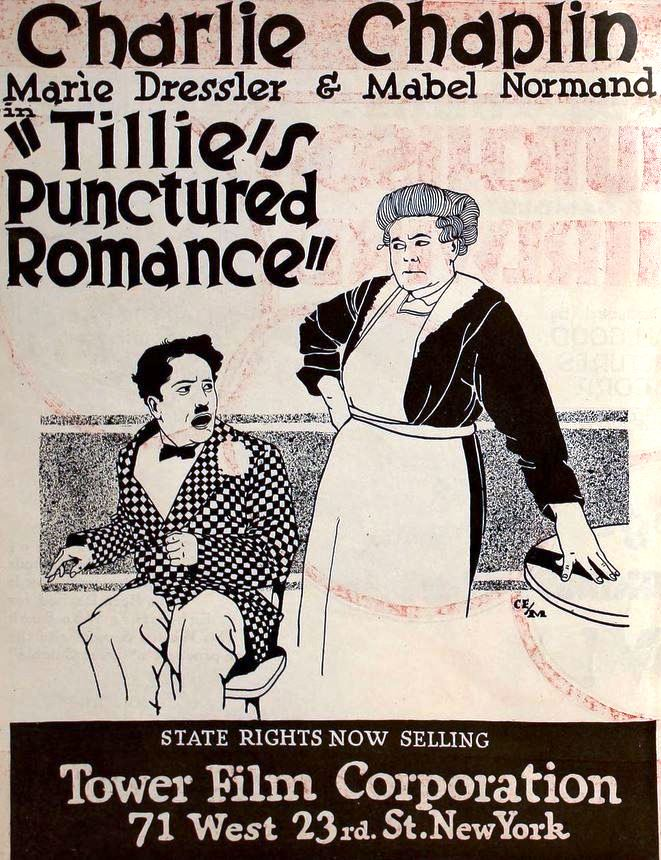
Plakat bei der Wiederaufführung

Sennett konnte auf fast alle seiner besten Filmkomiker dieser Zeit zurückgreifen; neben Dressler, Chaplin und Normand waren dies vor allem Mack Swain, Chester Conklin, Edgar Kennedy, Charley Chase, Minta Durfee, Charlie Murray und Alice Howell sowie die legendären Keystone Cops, unter ihnen Hank Mann und die nur schwer zu identifizierenden Slim Summerville und Al St. John. Diese Besetzung sicherte die Refinanzierung der ebenso ambitionierten wie (für damalige Verhältnisse) kostspieligen Produktion. 
Der einzige zu dieser Zeit für die Keystone Studios tätige Komiker von Rang, der bei dem Film nicht mitwirkte, war Fatty Arbuckle, möglicherweise aufgrund seiner zu Dressler-ähnlichen Leibesfülle. Sein späterer Weggefährte und Freund Buster Keaton behauptete 1964 in einem Interview mit dem Kanadier Fletcher Markle, Arbuckle habe stattdessen bei etwa der Hälfte des Films ungenannt Regie geführt.
Für Charlie Chaplin war Tillie nicht nur seine erste abendfüllende Filmkomödie, sondern auch zugleich der letzte veröffentlichte Film, an dem er weder als Drehbuchautor noch als Regisseur beteiligt gewesen war. Da er sich zu Drehbeginn noch in seiner Experimentierphase befunden hatte, spielte er hier außerdem einen der ganz wenigen Negativcharaktere seiner gesamten Karriere. 
Die kanadische Theaterschauspielerin und damalige Filmdebütantin Marie Dressler, die das Ensemble anführt, war zu dieser Zeit eine der populärsten Komikerinnen Amerikas. Die Rolle der Tillie spielte sie noch in zwei weiteren Filmen anderer Filmstudios, Tillie‘s Tomato Surprise (1915, existiert nur noch als Fragment) und Tillie Wakes Up (1917), konnte als Filmstar jedoch erst gegen Ende ihres Lebens, in der frühen Tonfilmzeit, reüssieren.
Bei dem 1928 uraufgeführten Film Tillie‘s Punctured Romance mit W. C. Fields und Louise Fazenda in den Hauptrollen handelt es sich nicht um ein Remake dieses Films.

## Kritiken
Reclams Filmführer urteilte: „Mack Sennett hatte für ihn mehrere seiner berühmteste Komiker aufgeboten; aber der Star war zweifellos Marie Dressler, die mit viel Temperament die Szene beherrschte. Für Chaplin, damals noch der ‘neue Mann‘ bei Sennett, war es zweifellos ein Erfolg, daß er die zweite Hauptrolle neben ihr spielen durfte; und auch er hat seine große Szene: die Liebeserklärung an Tillie, während er auf einem Gartenzaun balanciert, und der Einzug in den Millionärspalast zum Beispiel, bei dem er sich über die Garde der Lakaien lustig macht. Für Sennetts Regiestil ist der Film nicht ganz typisch, da er hier auf viele seiner besten Möglichkeiten -- das hektische Tempo, die Verfolgungsjagden etc. -- zugunsten einer kontinuierlichen und komplizierten Handlung verzichtete. In Ansätzen allerdings findet man diese Ingredienzien in dem turbulenten Fest gegen Schluß des Films.“
Der Movie & Video Guide schrieb: „Not terribly funny, or coherent, but there are good moments; mainly interesting for historical purposes.“
In Leslie Halliwells Halliwell‘s Film Guide ist zu lesen: „Museum piece comedy which no longer irritates the funny bone but has clear historical interest“.
Buchers Enzyklopädie des Films erinnerte daran: „[F]ür Chaplin bedeutete der Film den endgültigen Durchbruch.“